# Lexy Ortega
Lexy Ortega (Camagüey, 8 marzo 1960) è uno scacchista cubano naturalizzato italiano, Grande maestro.

## Biografia
In gioventù praticò il judo a livello agonistico fino al 1974, quando dopo un incidente che gli causò la rottura di un piede, decise di dedicarsi completamente agli scacchi.
Nel 1978 vinse il campionato juniores (under-18) di Cuba e nel 1986 fece da secondo al connazionale Walter Arencibia, che vinse in quell'anno il Campionato del mondo juniores (under-20). È stato allenatore della nazionale di scacchi messicana.
Nei primi anni '90 si è trasferito in Italia, prendendone dopo alcuni anni la cittadinanza. Nel 2000 ha ottenuto il titolo di Grande maestro e nel 2008 è stato capitano della squadra femminile italiana alle Olimpiadi di Dresda. Nel 2009 vince a Sarre il 69º Campionato italiano di scacchi, superando agli spareggi rapidi Michele Godena.
È sposato con Claudia D’ingiullo e ha due figli. Celeste e Riccardo Ortega il quale gioca presso la società calcistica (pomezia calcio)
Ha raggiunto il proprio record di punti Elo nel luglio 2001 con 2498 punti .
È stato Commissario Tecnico della nazionale italiana femminile di scacchi fino al 30 giugno 2017.

## Principali risultati individuali
- 1986: 3º ex aequo al torneo di Erevan, che aveva tra i partecipanti Michail Tal', Oleh Romanyšyn, Jurij Balašov e Lev Psachis
- 1988: 3º al Campionato cubano (ripetuto nel 1989)
- 1993: 1º ex aequo con Sinisa Drazič al Festival INPS di Roma
- 1994: 1º a Napoli; 2º al Festival di Imperia dietro a Sergej Tivjakov
- 1996: vince ad Amantea, col "Circolo Scacchistico Averno" di Napoli, il 28º Campionato italiano a squadre; 2º al Festival di Bratto
- 1997: 1º a Verona
- 1999: 1º a Festival scacchistico internazionale di Padova
- 2009: 1º al Campionato italiano
- 2013: 1º al Torneo Internazionale Città di Novara